# 74-es trolibusz (Budapest, 1953–1973)
A budapesti 74-es jelzésű trolibusz a Curia utca és az Orczy tér között közlekedett. A járatot a Budapesti Közlekedési Vállalat üzemeltette.

## Története
A 16-os és 26-os villamosok kiváltására egy trolibusz-vonalat már 1950-től terveztek, kiépítése azonban csak 1953-ban kezdődött. Szeptember 15-én megszüntették a Kálvin tér és a József körút közötti villamosforgalmat, majd még ebben az évben a Baross utca teljes szakaszán. A 74-es troli 1953. december 30-ai beindításáig T jelzésű pótlóbuszok közlekedtek a Szabó Ervin tér és az Orczy tér között. Az új trolivonal a villamosokkal ellentétben a Kálvin tértől továbbment a Március 15. térig. Megnyitásakor egy rövid ideig piros színű Ikarus 60-as buszok közlekedtek a vonalon, mert nem volt elég trolibusz. 1954. április 22-én az Orczy tér és a Kálvin tér között betétjárata indult 74A jelzéssel, melyet 1955. február 28-án 77-esre számoztak.
A vonalhoz tartozott egy garázsmeneti útvonal is, mely a Karácsony Sándor utcán és a Kun utcán keresztül a Baross térnél csatlakozott a hálózat többi részéhez.
Az 1956-os forradalom alatt súlyos károk keletkeztek a felsővezetékben és a járművekben egyaránt. Az Erzsébet híd újjáépítése miatt 1961-től a Váci utcában fordultak a trolik. 1963-ban megszűnt a 77-es trolibusz. 1964-ben már csak a Curia utcáig közlekedett, és a hurok körüljárása is megváltozott.
1968-ban elkezdték építeni a Baross téri felüljárót, mellyel a vonal elvesztette a kapcsolatát a fővárosi trolibuszhálózattal, de a korábban átalakított, Orczy téren található Baross kocsiszín alkalmas volt harminc trolibusz tárolására.
A hatvanas években a trolibusz-hálózat megszüntetéséről döntöttek, melynek első lépéseként 1973. december 2-án megszűnt a 74-es járat, pótlására az azonos útvonalon közlekedő 9Y jelzésű buszjáratot indították, mely 1977-ben a 109-es számot kapta. A 109-es 1983. augusztus 13-án megszűnt, helyette 83-as jelzéssel újra trolibusz jár ezen az útvonalon, de a Duna utca helyett a Dimitrov térhez (mai Fővám tér) közlekedik.

## Útvonala
| Curia utca felé                                                                                         | Orczy tér felé |
| --- | --- |
| Orczy tér vá. – Baross utca – Kálvin tér – Kecskeméti utca – Károlyi utca – Curia utca – Curia utca vá. | Curia utca vá. – Curia utca – Veres Pálné utca – Eötvös Loránd utca – Kecskeméti utca – Kálvin tér – Baross utca – Diószeghy Sámuel utca – Csobánc utca – Orczy tér vá. |

## Megállóhelyei
A három számjegyű gyorsjáratok korabeli megállási rendje ismeretlen.
| 0  | Curia utca végállomás | 13 | 2, 5, 7, 7A, 7C, 8, 89, 89A, 107         |
| 4  | Kálvin tér            | 9  | 1, 6, 9, 15, 81, 106, 181 42, 47, 49, 52 |
| 6  | Szentkirályi utca     | 7  | 9                                        |
| 7  | József körút          | 5  | 9, 12, 12A, 109, 112A, 117 4, 6          |
| 9  | Koszorú utca          | 3  | 9                                        |
| 10 | Kulich Gyula tér      | 2  | 9, 89, 99                                |
| 11 | Csobánc utca          | ∫  | 89, 99                                   |
| 13 | Orczy tér végállomás  | 0  | 9, 33, 117 23, 24, 28, 36                |

## Képgaléria

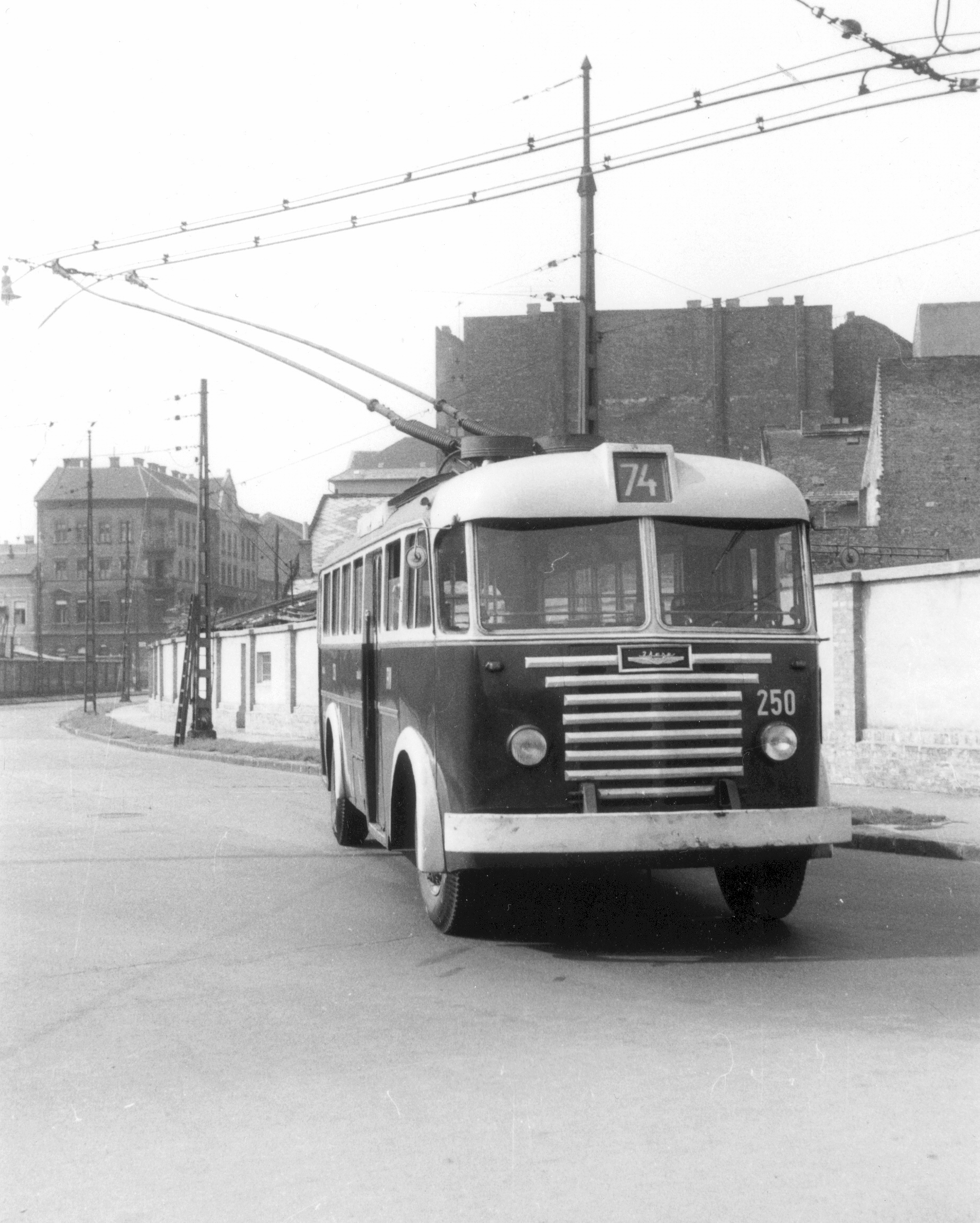
A Csobánc utca
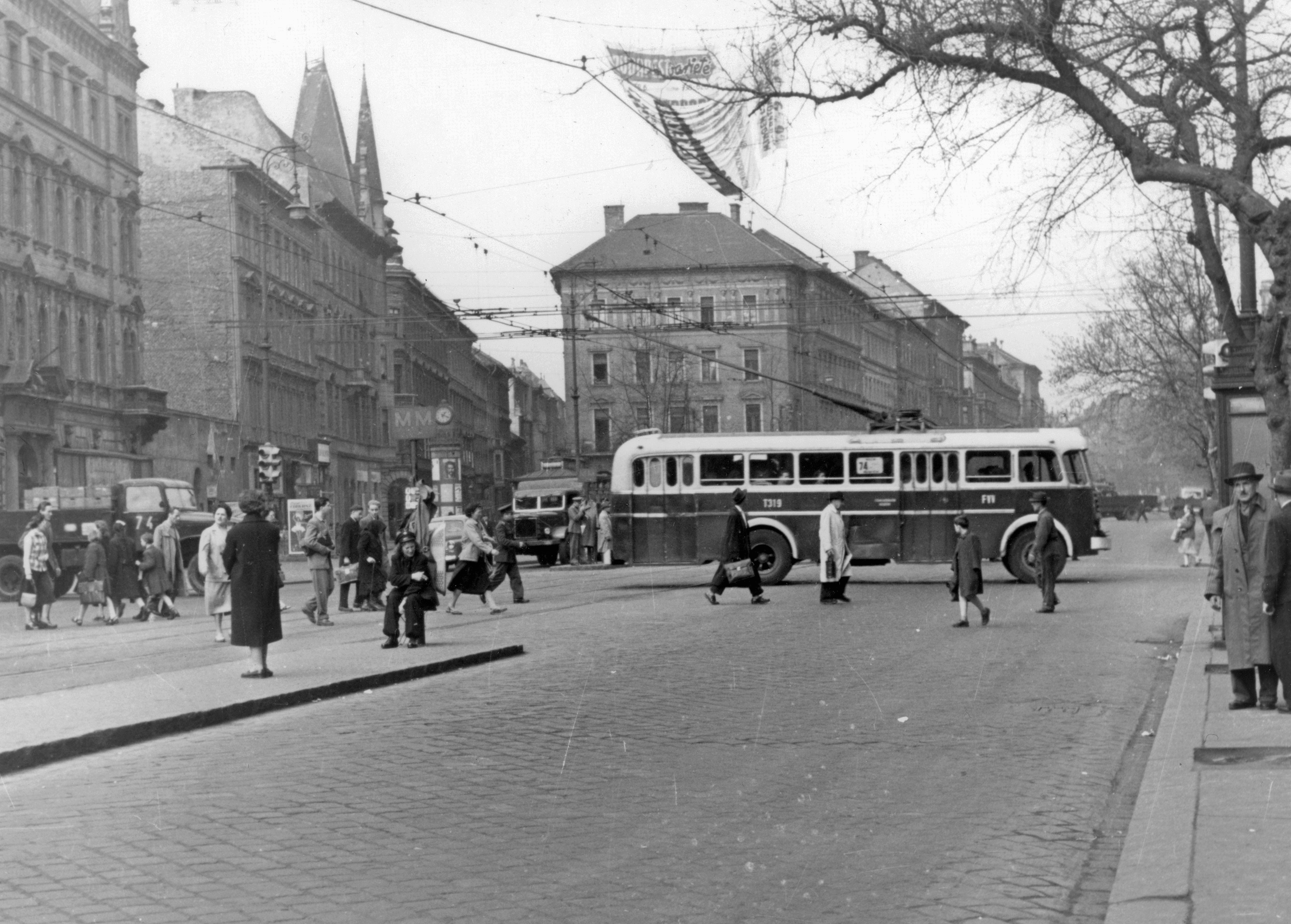
A József körút és a Baross utca kereszteződése